# Lamottemys okuensis
Lamottemys okuensis là một loài động vật có vú trong họ Chuột, bộ Gặm nhấm. Loài này được F. Petter mô tả năm 1986.